# Saute d'humeur
Pour les articles homonymes, voir Saute d'humeur (homonymie).
Une saute d'humeur est un brusque ou intense changement d'humeur. Les sautes d'humeur peuvent mener à résoudre plus facilement certains problèmes tout comme inciter à procéder d'une façon moins rigide. Si elles sont très puissantes, au point de provoquer une grave détérioration du comportement, elles peuvent être un symptôme du trouble bipolaire.